# Озёрная (приток Кети)

Озёрная — река в России, протекает в Томской области. Устье реки находится в 736 км по правому берегу реки Кеть. Длина реки составляет 64 км, площадь водосборного бассейна 3560 км².

## Бассейн
- 13 км: Ломоватая (179 км)
  - 1 км: Деревянная (99 км)
    - Лягуша

  - Болотный
  - 32 км: Язевая (25 км)
  - Моховой
  - 143 км: Малая Ломоватка (46 км)
  - Болотная
  - Болотный
- 20 км: Кедровая (117 км)
  - Короткий
  - Кедровый
  - Лесной
  - Короткий
  - 107 км: Правая Кедровая
- Кочуто

## Данные водного реестра
По данным государственного водного реестра России относится к Верхнеобскому бассейновому округу, водохозяйственный участок реки — Кеть, речной подбассейн реки — бассейн притоков (Верхней) Оби от Чулыма до Кети. Речной бассейн реки — (Верхняя) Обь до впадения Иртыша.